# دیوید گیلمور (آلبوم)
دیوید گیلمور نام اولین آلبوم سولوی گیتاریست و خوانندهٔ انگلیسی،دیوید گیلمور، است که بیشتر به عنوان یکی از اعضای گروه موسیقی پینک فلوید شناخته می‌شود.
این آلبوم در ماه می و ژوئن ۱۹۷۸ در بریتانیا و ایالات متحده امریکا منتشر شد؛ در بریتانیا تا جایگاه ۱۷اُم و در جدول‌های بیلبورد ایالات متحده نیز تا جایگاه ۲۹اُم بالا آمد.
در ایالات متحده توانست گواهی‌نامهٔ طلایی را توسط آرآی‌ای‌ای دریافت کند.